# Séraphin Banchi
Le père Séraphin Banchi, ou encore père Banchi, dominicain de Florence. 

## Biographie
Séraphin Banchi fut chargé par Ferdinand Ier, duc de Toscane, d'observer en France les troubles du temps de la Ligue. Il eut l'occasion de se trouver à Lyon avec Pierre Barrière, qui lui fit part de son projet d'assassiner le roi Henri IV. Il se hâta d'en instruire ce prince. On lui offrit en reconnaissance un évêché mais il se contenta d'une modique pension avec laquelle il se retira dans un couvent de son ordre à Paris, où il mourut en 1622.

## Sources
Cet article comprend des extraits du Dictionnaire Bouillet. Il est possible de supprimer cette indication, si le texte reflète le savoir actuel sur ce thème, si les sources sont citées, s'il satisfait aux exigences linguistiques actuelles et s'il ne contient pas de propos qui vont à l'encontre des règles de neutralité de Wikipédia.
- Банки Серафин, article du Dictionnaire encyclopédique Brockhaus et Efron